# Myliobatis tenuicaudatus
Myliobatis tenuicaudatus es una especie de pez de la familia Myliobatidae en el orden de los Rajiformes.

## Morfología
• Los machos pueden llegar alcanzar los 150 cm de longitud total.

## Reproducción
Es ovíparo.

## Alimentación
Come almejas, ostras, gusanos y cangrejos.

## Hábitat
Es un pez de mar y de clima templado y bentopelágico que vive entre 0-160 m de profundidad.

## Distribución geográfica
Se encuentra en el Océano Pacífico suroccidental: Nueva Zelanda, incluyendo las Islas Kermadec.

## Costumbres
Es una especie solitaria.

## Observaciones
Aunque el aguijón  venenoso que tiene en la cola es capaz de infligir una herida dolorosa, el veneno es rápidamente neutralizado por inmersión de la zona lesionada en agua caliente.